# Le Havre
Le Havre là một Thành phố cảng của Pháp trong vùng hành chính Normandie, thuộc tỉnh Seine-Maritime, quận Le Havre. Tọa độ địa lý của là 49° 30' vĩ độ bắc, 00° 07' kinh độ đông. Le Havre nằm trên độ cao trung bình là 4 mét trên mực nước biển, có điểm thấp nhất là 0 mét và điểm cao nhất là 105 mét. Thành phố có diện tích 46,95 km², dân số vào thời điểm  2019 là 321.345 người; mật độ dân số là 4066 người/km².
Trong thời gian Chiến tranh thế giới thứ hai, thành phố cảng Le Havre, vốn là điểm giao thông hàng hải quan trọng, bị tàn phá nặng nề, đặc biệt là ở khu vực trung tâm thành phố. Sau những trận ném bom của quân Đồng Minh tháng 9 năm 1944, đã có 5.000 người chết, 80.000 người mất nhà cửa và 12.500 ngôi nhà bị phá hủy hoàn toàn[1]. Ngay sau khi chiến tranh kết thúc, Raoul Dautry, bộ trưởng Bộ Tái thiết và Đô thị, đã giao cho kiến trúc sư Auguste Perret, một đồng nghiệp của Le Corbusier và là chuyên gia về bê tông, kế hoạch tái thiết thành phố Le Havre. Ngay trong năm 1945 Văn phòng tái thiết Le Havre (Atelier de Reconstruction du Havre) đã được Perret thành lập với sự tham gia của 18 kiến trúc sư trong đó có Jacques Tournant, Pierre-Édouard Lambert, André Le Donné và Guy Lagneau.
Giai đoạn tái thiết diễn ra từ năm 1945 đến năm 1964, Le Havre trở thành công trường đô thị vào loại độc nhất thế giới với những thử nghiệm về bê tông dùng cho xây dựng dân dụng và các ý tưởng quy hoạch đô thị mang tính cách mạng của Perret. Năm 2005, trung tâm thành phố xây dựng lại của Le Havre đã được UNESCO xếp hạng Di sản thế giới, đây là một trong số rất ít công trình đương đại được đưa vào danh sách di sản.

## Thông tin nhân khẩu
| 1962    | 1968    | 1975    | 1982    | 1990    | 1999    | 2005    |
| ------- | ------- | ------- | ------- | ------- | ------- | ------- |
| 187 845 | 207 150 | 217 882 | 199 388 | 195 854 | 190 905 | 183 900 |

## Nhân vật nổi tiếng
- Eugène Boudin, họa sĩ
- Louis Bachelier, nhà toán học (1870-1946)
- André Caplet, nhà soạn nhạc
- Jean Dubuffet, họa sĩ, nhà điêu khắc, triết gia
- Raoul Dufy, họa sĩ (1877-1953)
- Paul Frère, vận động viên đua xe, nhà báo
- Othon Friesz, (1879-1949) họa sĩ
- Arthur Honegger, nhà soạn nhạc, nhạc trưởng dàn nhạc
- Frédérick Lemaître, diễn viên
- Georges Limbour, nhà văn, nhà phê bình nghệ thuật
- Claude Monet, họa sĩ
- Raymond Queneau, nhà văn
- Arman Salacrou, nhà văn
- Jacques-Henri Bernardin de Saint-Pierre, nhà văn